# 卡梅倫鎮區 (明尼蘇達州莫雷縣)
卡梅倫鎮區（英語：Cameron Township）是位於美國明尼蘇達州莫雷縣的一個行政鎮區。

## 歷史
卡梅倫鎮區於1878年設立，得名自早期定居者卡梅倫·科爾（Cameron Cole）。

## 地方資料
卡梅倫鎮區的面積為93.53平方千米，當中陸地面積為93.11平方千米，而水域面積為0.42平方千米。根據2020年美國人口普查的數據，當地共有人口118人，而人口密度為每平方千米1.26人。